# Pasir Putih (district)
Pasir Putih is een district in de Maleisische deelstaat Kelantan.
Het district telt 117.000 inwoners op een oppervlakte van 430 km².